# Stephen Tobolowsky
Stephen Tobolowsky   (Dallas, 30 de maig de 1951) Stephen Harold Tobolowsky és un actor i músic estatunidenc, que ha treballat al cinema i a la televisió.

## Biografia
Stephen Tobolowsky creix a Texas en una família procedent de Polònia. Des de 1988, està casat amb l'actriu Ann Hearn.
Comença la seva carrera d'actor al teatre a la Southern Methodist University. Al cinema, té el seu primer paper important a Instint bàsic dirigida per Paul Verhoeven al costat de Michael Douglas i Sharon Stone, on encarna un psiquiatra.
A Atrapat en el temps interpreta un assegurador que vol vendre - sigui com sigui - els seus contractes al presentador temps Phil Connors (Bill Murray).
Apareix al thriller psicològic Memento dirigit per Christopher Nolan.
És present a diverses sèries de televisió americanes cèlebres com: Entorn, Californication, Heroes i Glee.

## Filmografia
Les seves pel·lícules més destacades són:

### Pel·lícules
| Any  | Títol                                                                              | Paper                     | Notes               |
| ---- | ---------------------------------------------------------------------------------- | ------------------------- | ------------------- |
| 1984 | The Philadelphia Experiment                                                        | Barney                    |                     |
| 1987 | Spaceballs                                                                         | Capità de la guàrdia      |                     |
| 1989 | Records de guerra (In Country)                                                     | Pete                      |                     |
| 1989 | Gran bola de foc (Great Balls of Fire!)                                            | Jud Phillips              |                     |
| 1989 | Checking Out                                                                       | Pharmacist                |                     |
| 1989 | Mississippi Burning                                                                | Clayton Townley           |                     |
| 1989 | Un lladre i mig (Breaking In)                                                      | el fiscal                 |                     |
| 1990 | The Grifters                                                                       | Jeweler                   |                     |
| 1990 | Benvinguda, Roxy Carmichael (Welcome Home, Roxy Carmichael)                        | Mayor Bill Klepler        |                     |
| 1990 | Funny About Love                                                                   | Hugo                      |                     |
| 1990 | Bird on a Wire                                                                     | Joe Weyburn               |                     |
| 1991 | Perillosament units (Wedlock)                                                      | Warden Holliday           |                     |
| 1991 | Thelma & Louise                                                                    | Max                       |                     |
| 1992 | Sneakers                                                                           | Dr. Werner Brandes        |                     |
| 1992 | Dona blanca soltera busca (Single White Female)                                    | Mitchell Myerson          |                     |
| 1992 | Memòries d'un home invisible (Memoirs of an Invisible Man)                         | Warren Singleton          |                     |
| 1992 | Heroi per accident (Hero)                                                          | Wallace                   |                     |
| 1992 | Basic Instinct                                                                     | Dr. Lamott                |                     |
| 1993 | Groundhog Day                                                                      | Ned Ryerson               |                     |
| 1993 | El cogombre (The Pickle)                                                           | Mike Krakower             |                     |
| 1993 | Calendar Girl                                                                      | Antonio Gallo             |                     |
| 1993 | Josh i Sam (Josh and S.A.M.)                                                       | Thom Whitney              |                     |
| 1994 | Radioland Murders                                                                  | Max Applewhite            |                     |
| 1994 | El pare, un heroi (My Father the Hero)                                             | Mike                      |                     |
| 1994 | Trevor                                                                             | Father Jon                |                     |
| 1995 | Murder in the First                                                                | Mr. Henkin                |                     |
| 1995 | El Dr. Jekyll i la Sra. Hyde (Dr. Jekyll and Ms. Hyde)                             | Oliver Mintz              |                     |
| 1996 | Homeward Bound II: Lost in San Francisco                                           | Bando                     | Veu                 |
| 1996 | Glimmer man (The Glimmer Man)                                                      | Christopher Maynard       |                     |
| 1997 | Mr. Magoo                                                                          | Agent Chuck Stupak        |                     |
| 1998 | The Brave Little Toaster Goes to Mars                                              | Calculadora               | Veu                 |
| 1998 | Alt risc (Black Dog)                                                               | McClaren                  |                     |
| 1999 | Bossa Nova                                                                         | Trevor                    |                     |
| 1999 | No miris a sota el llit (Don't Look Under The Bed)                                 | Michael McCausland        |                     |
| 1999 | The Insider                                                                        | Eric Kluster              |                     |
| 2000 | Memento                                                                            | Sammy Jankis              |                     |
| 2001 | Freddy Got Fingered                                                                | Uncle Neil                |                     |
| 2001 | The Day the World Ended                                                            | Principal Ed Turner       |                     |
| 2001 | Estafadors (The Prime Gig)                                                         | Mick                      |                     |
| 2002 | Adaptation                                                                         | Ranger Steve Neely        | escenes esborrades  |
| 2002 | The Country Bears                                                                  | Norbert Barrington        |                     |
| 2002 | Love Liza                                                                          | Tom Bailey                |                     |
| 2003 | Frankie and Johnny Are Married                                                     | Murray Mintz              |                     |
| 2003 | Freaky Friday                                                                      | Mr. Bates                 |                     |
| 2003 | View from the Top                                                                  | Frank Thomas              | No surt als crèdits |
| 2003 | Seguretat nacional (National Security)                                             | Billy Narthax             |                     |
| 2004 | Debating Robert Lee                                                                | Debate Judge              |                     |
| 2004 | Little Black Book                                                                  | Carl                      |                     |
| 2004 | Garfield (Garfield: The Movie)                                                     | Happy Chapman             |                     |
| 2004 | Win a Date with Tad Hamilton!                                                      | George Ruddy              |                     |
| 2005 | Stephen Tobolowsky's Birthday Party                                                | ell mateix                |                     |
| 2005 | Robots                                                                             | Bigmouth Executive, Forge | Veu                 |
| 2005 | Miss agent especial 2: Armada i fabulosa (Miss Congeniality 2: Armed and Fabulous) | Tom Abernathy             |                     |
| 2006 | National Lampoon's Totally Baked: A Potumentary                                    | Jesco Rollins             |                     |
| 2006 | Blind Dating                                                                       | Dr. Perkins               |                     |
| 2006 | Pope Dreams                                                                        | Carl Venable              |                     |
| 2006 | Failure to Launch                                                                  | Bud                       |                     |
| 2006 | The Sasquatch Gang                                                                 | Ernie Dalrymple           |                     |
| 2007 | Loveless in Los Angeles                                                            | Jon                       |                     |
| 2007 | Wild Hogs                                                                          | Charley                   |                     |
| 2007 | Boxboarders!                                                                       | Dr. Stephen James         |                     |
| 2008 | Beethoven's Big Break                                                              | Sal                       |                     |
| 2009 | The Time Traveler's Wife                                                           | Dr. Kendrick              |                     |
| 2010 | Buried                                                                             | Alan Davenport            |                     |
| 2011 | The Last Ride                                                                      | Ray                       |                     |
| 2011 | You May Not Kiss the Bride                                                         | Plumber                   |                     |
| 2011 | Peep World                                                                         | Ephraim                   |                     |
| 2012 | The Lorax                                                                          | Uncle Ubb                 | Veu                 |
| 2014 | Atlas Shrugged: Part III                                                           | Dr. Hugh Akston           |                     |
| 2014 | Mr. Peabody & Sherman                                                              | Principal Purdy           | Veu                 |
| 2015 | Hollywood Adventures                                                               | Wronald Wright            |                     |

### Televisió
| Any       | Títol                               | Paper                      | Notes                               |
| --------- | ----------------------------------- | -------------------------- | ----------------------------------- |
| 1986      | Designing Women                     | Boyd                       |                                     |
| 1991      | Seinfeld                            | Tor                        | Episodi: "The Heart Attack"         |
| 1995      | Dweebs                              | Karl                       |                                     |
| 1997      | The Drew Carey Show                 | The Councilman             | Episodi: "The Dog and Pony Show"    |
| 1999      | That '70s Show                      | The Professor              |                                     |
| 2001      | The Lone Gunmen                     | Adam Burgess               |                                     |
| 2001      | Off Centre                          | Milt Flack                 |                                     |
| 2001      | Roswell                             | Julius Walters             |                                     |
| 2002      | Law & Order: Criminal Intent        | Jim Halliwell              |                                     |
| 2002      | Malcolm in the Middle               | Mr. Fisher                 |                                     |
| 2003–2005 | CSI: Miami                          | Ajudant fiscal Don Haffman |                                     |
| 2003      | Las Vegas                           | Donny Rollins              |                                     |
| 2004      | Complete Savages                    | Mr. Frehley                |                                     |
| 2004      | The West Wing                       | Dr. Max Milkman            | Episodi: "The Stormy Present"       |
| 2004      | Will and Grace                      | Ned Weathers               |                                     |
| 2005–2006 | Deadwood                            | Hugo Jarry                 |                                     |
| 2005      | Curb Your Enthusiasm                | Len Dunkel                 |                                     |
| 2006–2007 | Big Day                             | The Garf                   |                                     |
| 2006      | Desperate Housewives                | Bud Penrod                 |                                     |
| 2007–2008 | Herois                              | Bob Bishop                 | 11 episodis                         |
| 2007      | Entourage                           | Alcalde de Beverly Hills   | Episodi: "Sorry, Harvey"            |
| 2007      | John From Cincinnati                | Mark Lewinsky              |                                     |
| 2008      | CSI: Crime Scene Investigation      | Spencer Freiberg           | Episodi: "Two and a Half Deaths"    |
| 2009–2011 | Glee                                | Sandy Ryerson              |                                     |
| 2009      | The New Adventures of Old Christine | Principal James Merrow     |                                     |
| 2010      | Law & Order: Special Victims Unit   | Edwin Adelson              |                                     |
| 2010      | True Jackson, VP                    | Lars Balthazar             |                                     |
| 2011–2014 | Californication                     | Stu Beggs                  | 30 episodis                         |
| 2011      | Community                           | Professor Peter Sheffield  | Episodi: "Competitive Wine Tasting" |
| 2012–2013 | Justified                           | Agent FBI Jerry Barkley    | 3 episodis                          |
| 2012      | The Mindy Project                   | Marc Shulman               | 3 episodis                          |
| 2012      | Work It                             | Dr. David Deutsch          | Episodi: "Shake Your Moneymaker"    |
| 2014      | Friends with Better Lives           |                            |                                     |
| 2014–2015 | The Goldbergs                       | Principal Ball             | 8 episodis                          |
| 2015      | Big Time in Hollywood, FL           |                            |                                     |